# 大棘糙蓋花鮨
大棘糙蓋花鮨，為輻鰭魚綱鱸形目鱸亞目鮨科的其中一種，分布於西南太平洋區，包括澳洲、紐西蘭、豪勛爵島等海域，棲息深度40-50公尺，體長可達22公分，生活在岩礁區，為底棲性魚類，屬肉食性，生活習性不明。